# Соколов, Владимир Иванович (футболист)
Владимир Иванович Соколов (род. 26 февраля 1933) — советский футболист, нападающий, полузащитник, тренер.
Воспитанник футбольной школы «Трудовые Резервы» Куйбышев. С 1951 года — в дубле «Крыльев Советов». В 1952 году провёл два матча в чемпионате СССР — 13 августа в позже аннулированной гостевой игре против ЦДСА (2:4) и 22 августа в домашней игре против «Динамо» Киев (0:1), в обеих выходил на замену. В следующий раз сыграл в чемпионате в 1955 году — шесть матчей. В 1956 году в классе «Б» в 19 играх забил 7 голов. Вернувшись с командой в высший эшелон, сыграл в 1957 году один матч. Затем выступал в классе «Б» за «Трактор» Сталинград (1958—1960) и «Нефтяник» Сызрань (1960—1962).
В «Нефтянике» был играющим тренером (1961—1962) и старшим тренером (1963—1964). Старший тренер (1967, июль 1971—1972) и тренер (1971, до июля) пятигорского «Машиностроителя» / «Машука». Старший тренер «Севера» Мурманск (1974).